# Zeche Langenbrahm
Die Zeche Langenbrahm ist ein ehemaliges Steinkohlebergwerk in Essen in den Stadtteilen Rüttenscheid und Rellinghausen. Das Bergwerk ist eine der ältesten Zechen des Ruhrgebietes mit einer der längsten ununterbrochenen Förderzeiten. Die Zeche Langenbrahm gehörte zu den Gründungsmitgliedern des Vereins für bergbauliche Interessen. Das Bergwerk war auch Anfang des 19. Jahrhunderts unter dem Namen Zeche Langenbrahms Bank bekannt. Der Name des Bergwerks ist aus den Namen der Pflanzenwelt im Essener Stadtwald abgeleitet. Der dort wachsende Ginster wurde als "bram" "brem" oder "broom" bezeichnet. Der Langenbrahm war ein Waldhang an der Kluse, auf dem dieser Ginster wuchs.

## Geschichte

### Die Anfänge
Bereits im Jahr 1772 verlieh der Abt Anselmus von Werden die Erlaubnis, eine Kohlenbank bei Kluse bergmännisch zu bearbeiten. Die Gründung der Gewerkschaft Langenbrahm wurde von der Gesellschaft selber mit dem Jahr 1772 datiert. Noch im selben Jahr wurde mit dem Bergbau begonnen. Allerdings wird das Steinkohlen Werck Langenbrahm erst im Jahr 1796 erstmals bei der Bergbehörde erwähnt. Eine wesentliche Bedeutung für das Bergwerk hatte auch das Feld Neuwieserbank. Im Jahr 1796 wurde das Flöz Bosselbank verliehen. Noch im selben Jahr wurde mit der Verleihung des Feldes Neuwieserbank ein tiefer Erbstollen angelegt. Das Stollenmundloch befand sich etwa 450 Meter westlich vom heutigen Haus Baldeney und nördlich der heutigen Freiherr vom Stein-Straße. Der Stollen wurde in nördlicher Richtung zum Langenbrahmer Sattel aufgefahren. Er wurde später Böllings Erbstolln genannt.

### Die ersten Betriebsjahre
Mit Beginn des neuen Jahrhunderts wurden bereits die ersten Kohlen gefördert. Der Abbau erfolgte zunächst ausschließlich im Stollenbau. Im Jahr 1802 wurde das Bergwerk während der Erntezeit in Fristen gelegt. Für die Förderung war ein seigerer Schacht mit einer Teufe von acht Lachtern vorhanden. Der Schacht hatte eine lichte Weite von 8 × 4 Fuß und war mit einem Haspel ausgestattet. Im Jahr 1803 war auf dem Langenbrahmer Sattel neben der Zeche Langenbrahm auch die Zeche Bosselbänkchen in Betrieb. Auf Langenbrahm waren die beiden Haspelschächte 4 und 5 in Förderung. Beide Schächte hatten eine seigere Teufe von 13 Lachtern. Zusätzlich zum normalen Abbau wurde auch über ein Abhauen im Unterwerksbau abgebaut. Im darauffolgenden Jahr erhielt die Zeche Langenbrahm den Namen Gewerkschaft der Zeche Langenbrahm. Im selben Jahr wurde von der Bergbehörde der Zusammenschluss der beiden Gewerkschaften von Bosselbänkchen und Langenbrahm anerkannt. Dadurch gehörte nun die Zeche Bosselbänkchen, aufgrund eines im Jahre 1788 geschlossenen Vergleichs zwischen Bosselbank und Neuwieserbank zur Zeche Langenbrahm. Im selben Jahr ging der Neuwieser Stollen im Mundlochbereich zu Bruch. In den Folgejahren legten die Gewerken von Langenbrahm, Heinrich Bremer senior und Heinrich Bremer junior, mehrere Mutungen auf verschiedene Flöze ein.
Im Jahr 1805 wurde begonnen bei einer Teufe von +51 m NN den Tiefsten Stollen anzusetzen. Das Stollenmundloch dieses neuen Stollens wurde etwa 50 Meter südlich des alten Stollens zwischen der heutigen Freiherr vom Stein-Straße und der Eisenbahnlinie angesetzt. Durch den neuen Stollen wurde ein Teufengewinn von 10 1/2 Lachter erzielt. Der Stollen wurde zunächst in Richtung Nordnordwest aufgefahren. Im Zeitraum vom 4. August bis zum 17. September desselben Jahres wurde der Betrieb eingestellt. Im Jahr darauf wurde ein Durchschlag zwischen dem neuen und dem alten Stollen erstellt. Nachdem der Durchschlag bei einer Auffahrungslänge von 30 Lachtern erstellt worden war, wurde der neue Stollen weiter in nördlicher Richtung aufgefahren. Der Stollen wurde mit einer Höhe von 1 1/8 Lachter und einer Breite von 3/4 Lachter aufgefahren. Im Jahr 1807 wurde unter Tage eine Gleisförderung gebaut. Die Gleisanlage bestand aus Holzspurlatten, auf denen Holzwagen gefördert wurden. Die Gleisförderung bestand zwischen den beiden Haspelschächten 4 und 5. Im Jahr 1810 wurde zusammen mit der Zeche Bosselbank ein 600 Lachter langer Schiebeweg zum Kohlenmagazin an der Ruhr erstellt und in Betrieb genommen. Im selben Jahr wurden die Haspelschächte 6, 7, 8 und 10 in Betrieb genommen. Im Jahr 1812 wurde ein Wetterofen in Betrieb genommen. Im Jahr 1813 erreichte der Tiefste Stollen bei einer Auffahrungslänge von 214 Lachtern mit Flöz Bosselbänkchen das erste Flöz. Im Jahr 1815 wurde das Erbstollenrecht für den Tiefsten Stollen nun als Langenbrahmer Erbstolln gemutet. Im selben Jahr wurde der letzte fördernde Haspelschacht 4 stillgelegt. Bedingt dadurch wurde auch der Transport zum Kohlenmagazin an der Ruhr eingestellt. Die Förderung erfolgte von nun an durch den Tiefsten Stollen mittels Schiebekarren zur Ruhr.

### Die weiteren Betriebsjahre
Im Jahr 1822 wurde die Berechtsame der stillgelegten Zeche Bosselbank erworben. Zusätzlich wurde auch das Fendel-Stolln-Feld erworben. Es wurde ein Überhauen im Flöz Morgenstern (Flöz Geitling) angesetzt. Außerdem wurde in diesem Jahr etwa 200 Meter nördlich der Kluse ein kleiner seigerer Tagesschacht angesetzt. Es wurde der erste Bremsberg in Betrieb genommen und mit dem Abbau in Flöz Morgenstern begonnen. Da die Berechtsamsverhältnisse für diesen Betrieb jedoch unklar waren, wurde von der Bergbehörde vorgeschrieben, diesen Betrieb als getrennten Betrieb zu werten. Um den Betrieb entsprechend bewettern zu können, wurden jeweils in dem Zeitraum von Oktober bis November die Abwetter aus diesem Bereich mittels Wetterofen entfernt. Im Jahr 1823 wurde bei einer Teufe von 12 3/4 Lachter ein Durchschlag zwischen dem kleinen Tagesschacht und einem Wetterüberhauen erstellt. Aufgrund einer bergbehördlichen Anordnung mussten ab diesem Zeitpunkt sämtliche Betriebspunkte im Flöz Morgenstern zur Zeche Morgenstern zusammengefasst werden. Im Jahr 1825 wurde der tonnlägige Schacht Wilhelm in Betrieb genommen. Zu dieser Zeit wurde auch eine kurze Zeit für den Landabsatz gefördert. Im Jahr 1827 wurden im Stollen zum ersten Mal Förderschienen verlegt. Der versuchsweise erstellte Schienenstrang hatte eine Länge von 20 Lachtern, es wurden Schienen aus Gusseisen verwendet. Nachdem der Versuch gut verlaufen war, wurde im folgenden Jahr im gesamten Schienenweg die hölzernen Schienen gegen Schienen aus Gusseisen ersetzt. Der Schienenstrang wurde bis zur Kohlenniederlage verlängert. Noch im selben Jahr wurde der neue Schienenweg in Betrieb genommen und der 600 Lachter lange Schiebeweg zur Ruhr wurde stillgelegt. Der Tiefste Langenbrahmer Stollen wurde weiter in nördlicher Richtung aufgefahren. Außerdem wurde in diesem Jahr die Zeche Morgenstern übernommen. Jedoch blieben beide Berechtsamen weiterhin getrennt. Die im Betriebsbereich Morgenstern abgebauten Kohlen wurden über den Tiefsten Langenbrahmer Stollen gefördert. Im Jahr 1829 wurde das Erbstollenrecht für den Tiefsten Langenbrahmer Stollen unter dem Namen Böllings Erbstolln verliehen. Es wurde geplant, den Böllings Erbstolln bis in den Wilhelminus-Flügel in Rüttenscheid aufzufahren.

### Der Übergang zum Tiefbau
Um nun tieferliegende Stollensohlen erschließen zu können, wurde ab 1835 mit dem Übergang zum Tiefbau begonnen. Zunächst wurde in diesem Jahr mit den Teufarbeiten für einen seigeren Tiefbauschacht begonnen. Der Schacht erhielt den Namen Friedrich Wilhelm, er wurde im Pierensiepen etwa 100 Meter westlich der heutigen Klusenkapelle angesetzt. Außerdem wurde im Flöz Morgenstern bei einer Teufe von +53 Meter NN (Erbstollensohle) ein Abhauen angesetzt. In diesem Jahr wurden die Längenfelder Bosselbank, Hitzberg, Trotz I, Mentor und Langenbrahm verliehen. Im Jahr darauf wurde aus dem Abhauen heraus bei einer Teufe von 42 Lachtern die 1. Sohle und bei einer Teufe von 70 Lachter die 2. Sohle angesetzt. Es wurde eine Dampfmaschine für die Förderung installiert. Außerdem wurden im Böllings Erbstolln zwei Gleise zwischen dem Schacht Friedrich Wilhelm und der Kohlenniederlage an der Ruhr verlegt. Der Schacht Friedrich Wilhelm erreichte in diesem Jahr eine Gesamtteufe von 21 Lachtern. Im Jahr darauf wurde das Abhauen verbreitert und ein Wasserhaltungstrum angelegt. Im selben Jahr wurde eine Dampfmaschine für die Wasserhaltung installiert. Nachdem der Schacht Wilhelm die Erbstollensohle erreicht hatte, wurden die Teufarbeiten eingestellt. Der Schacht wurde allerdings nicht in Betrieb genommen. Die Flöze im Langenbrahmer Sattel oberhalb der Erbstollensohle waren mittlerweile abgebaut. Die Förderung erfolgte nun im Tiefbau. Ab dem Jahr 1840 wurde das Feld Vereinigte Hermann durch den Bölling Erbstolln gelöst. Ab dem Jahr 1841 wurde das Feld Amsel & Schnepfe und ab dem darauffolgenden Jahr wurden das Feld Bredeneyer Crone und der Wilhelmus-Flügel durch den Bölling Erbstolln gelöst. Im Jahr 1847 wurde das Längenfeld Böllings Erbstolln Beilehn, bestehend aus Teilen der Flöze Langenbrahm und Bosselbänkchen, verliehen. Aufgrund des Miteigentümer-Gesetzes wurde im Jahr 1851 wurde zum ersten Mal für die Gewerkschaft Langenbrahm ein Grubenvorstand gebildet. Im Jahr 1856 wurden die Vorarbeiten für die Erstellung der 3. Sohle durchgeführt. Das Bergwerk gehörte zu dieser Zeit zum Bergamtsbezirk Essen.
Im Jahr 1860 wurde zwischen den Gewerkschaften Wilheminus, Bredeneyer Crone und Langenbrahm ein Vertrag geschlossen. Aufgrund dieses Vertrages erwarb Langenbrahm das Recht, in Rüttenscheid, im Wilhelminusflügel über der Erbstollensohle zur Bredeneyer Crone und unterhalb von Wilhelminus im Flöz Mausegatt einen tonnlägigen Schacht abzuteufen und Ausrichtungsarbeiten durchzuführen. Durch diesen Vertrag wurde es der Zeche Langenbrahm nun möglich, zum Tiefbau überzugehen. Im Gegenzug dazu erhielten die beiden Nachbarbergwerke das Recht, die neu zu erstellenden Grubenbaue von Langenbrahm mitzubenutzen. Noch im selben Jahr wurde oberhalb der Erbstollensohle der tonnlägige Schacht zunächst als Versuchsabhauen angesetzt und aufgefahren. Bei der Auffahrung wurden alte Grubenbaue durchörtert. Im Jahr 1861 erreichte das Versuchsabhauen die Erbstollensohle. Noch im selben Jahr wurde das Versuchsabhauen bis zu einer flachen Teufe von 59 Lachtern unterhalb der Stollensohle erstellt. Es wurde nun beabsichtigt, in dieser Teufe über einen Querschlag den Langenbrahmsattel auszurichten. Vom Aufhauen aus sollte eine Pferdebahn bis zum Bahnhof Essen der Witten-Oberhausener Eisenbahn gebaut werden. Das Bergwerk gehörte zu dieser Zeit zum Bergrevier Kettwig. Im Jahr 1862 erreichte das Versuchsabhauen eine flache Teufe von 340 Metern. Bei einer flachen Teufe von 212 Metern wurde die 1. Sohle und bei einer flachen Teufe von 271 Metern wurde die 2. Sohle angesetzt. Im Tiefsten des Versuchsschachtes (Versuchsabhauen) wurde ein 20 Lachter langes Sumpfort erstellt. Im selben Jahr wurde mit den Teufarbeiten für einen zweiten Schacht, der als Wasserhaltungsschacht benötigt wurde, begonnen. Dieser Schacht wurde sieben Lachter westlich parallel zum Versuchsschacht angesetzt. Der Böllings Erbstollen diente zur Ableitung der Grubenwässer. Im Jahr 1864 wurde mit den Teufarbeiten für einen weiteren Schacht begonnen. Der Schacht wurde 10 1/2 Lachter östlich parallel zum Versuchsschacht angesetzt und tonnlägig abgeteuft. Im Jahr 1865 wurde der Versuchsschacht (Versuchsabhauen) als Förderschacht hergerichtet. Im Jahr 1866 wurde bei einer seigeren Teufe von 214 Metern (−91 Meter NN) die erste Tiefbausohle angesetzt. Im selben Jahr wurden die zwei Geviertfelder Johann Friedrich und Robert verliehen. Mit dem Tiefbau nahm der Wasserzufluss zu. Im Jahr 1867 wurden pro Minute 18 Kubikfuß Grubenwasser mittels einer Hochdruckdampfmaschine, die eine Leistung von 24 PS hatte, zur Erbstollensohle gepumpt. Das Bergwerk gehörte mittlerweile zum Bergrevier Werden.

### Der weitere Ausbau und Betrieb
Ab dem Jahr 1868 wurde für die ausfahrenden Bergleute die regelmäßige Seilfahrt genehmigt. Im Jahr 1869 konsolidierten die Felder Bosselbänkchen, Morgenstern, Trotz I, Trotz II, Böllings Erbstolln Beilehn, Robert, Langenbrahm, Mentor und Johann Friedrich zu Langenbrahm. Im selben Jahr wurde eine Zechenanschlussbahn gebaut. Außerdem wurden die Vorbereitungen getroffen, um mit den Arbeiten für das weitere Abteufen des Tiefbauschachtes unterhalb der zweiten Bausohle zu beginnen. Im Jahr 1870 wurden die Teufarbeiten an Schacht 1 weiter geführt und der Schacht wurde tiefer geteuft. Zu dieser Zeit war die Zeche Langenbrahm mittlerweile die bedeutendste Zeche im Bergrevier Werden. Im Jahr 1871 wurden im Flöz Morgenstern über einen tonnlägigen Blindschacht bei einer seigeren Teufe von 191 Metern (−68 m NN) die dritte Tiefbausohle angesetzt. Im Jahr 1872 begann die Gewerkschaft mit dem Ankauf von Kuxen der markscheidenden Berechtsamen. Im selben Jahr wurde die Zechenanschlussbahn zum Schacht 1 in Betrieb genommen. Im darauffolgenden Jahr wurde die erste Kohlenwäsche an Schacht 1 erbaut. Im selben Jahr wurde die Förderung im tonnlägigen Blindschacht in Flöz Morgenstern mit anschließender Förderung durch den Böllings Erbstolln eingestellt. Die gesamte Kohlenförderung wurde von nun an am Schacht 1 konzentriert. Im Jahr 1875 wurde im Feld Trotz 1 ab der ersten Tiefbausohle ein Abhauen erstellt. Im Jahr darauf wurde im Abhauen bei einer flachen Teufe von 418 Metern die zweite Tiefbausohle angesetzt. Im Jahr 1878 wurde die Kohlenwäsche an Schacht 1 in Betrieb genommen.
Im Jahr 1883 wurde die Zeche Wilhelminus erworben. Im selben Jahr wurden die Teufarbeiten an Schacht 1 wieder aufgenommen und der Schacht wurde ab der ersten Tiefbausohle tiefer geteuft. Im Jahr 1884 wurde der Schacht 1 bis zur zweiten Tiefbausohle durchschlägig. Im Jahr darauf wurde im Schacht 1 die Förderung ab der zweiten Tiefbausohle in Betrieb genommen. Außerdem wurde in diesem Jahr die stillgelegte Zeche Fortuna erworben. Da das Feld jedoch durch die Berechtsame Bredeneyer Crone von Langenbrahm abgetrennt war, konnten hier zunächst keine weiteren Aufschlussarbeiten durchgeführt werden. Durch den Kauf der Zeche Wilhelminus war es Langenbrahm nun möglich, einen weiteren Wetterschacht im Wilhelminusflügel abzuteufen. Der Schacht war auch für die Förderung von Bergen vorgesehen. Im Jahr 1887 wurde ein weiterer seigerer Schacht namens Wilhelmus im Grubenfeld angesetzt. Im Jahr darauf ging der Schacht Wilhelminus bis zur 1. Sohle in Betrieb. Im selben Jahr wurde ab der zweiten Tiefbausohle mit den Teufarbeiten für einen tonnlägigen Blindschacht begonnen. Am Stollenmundloch des Bölling Erbstolln wurde eine Kaue errichtet. Außerdem wurde die Zeche Geitling am Wittenberge erworben. Im Jahr 1889 wurde am Wetterschacht Wilhelminus ein Wetterkamin erbaut. Im Jahr darauf wurde über den tonnlägigen Blindschacht begonnen, bei einer seigeren Teufe von 355 Metern die dritte Tiefbausohle (−232 m NN) auszurichten. Die Berechtsame bestand zu diesem Zeitpunkt aus elf Längenfeldern und zwei Geviertfeldern. Im Jahr 1891 wurde mit der Förderung ab der dritten Tiefbausohle begonnen. Im Jahr 1896 wurde die Kuxenmehrheit der Berechtsamen Schnabel ins Westen I, Schnabel ins Westen II und Schnabel ins Osten erworben. In diesem Jahr waren mittlerweile sechs Schächte in Betrieb.

### Die weiteren Jahre
Im Jahr 1897 gehörte die Zeche Langenbrahm zum Bergrevier Süd-Essen. In diesem Jahr wurden auf der dritten Tiefbausohle mit einem Sattelquerschlag sämtliche dort anfallenden Flöze von Mausegatt bis Tutenbänksgen angefahren. Über Tage wurde in diesem Jahr eine Zentralkondensation gebaut und mit dem Bau einer neuen Aufbereitungsanlage begonnen. Am 15. Juni des Jahres 1898 wurde in Bochum-Dahlhausen das private Brikettwerk Dahlhausen in Betrieb genommen. Im selben Jahr wurde die Berechtsame Fortuna auf Langenbrahm umgeschrieben, zusätzlich wurde das Feld Bredeneyer Crone erworben. Dadurch standen nun einer Erschließung des Feldes Fortuna keine Hindernisse mehr im Weg. Auf dem Bergwerk waren zu dieser Zeit insgesamt fünf Flöze in Verhieb, davon waren zwei Flöze mit Bergemittel, die anderen drei Flöze waren aus reiner Kohle. Die Mächtigkeit der Flöze lag zwischen 0,7 und 1,2 Metern, bei den Flözen mit Bergemittel lag die Mächtigkeit der Bergemittel zwischen 0,15 und 0,3 Meter. Im Jahr 1899 wurde am Wilhelminus-Schacht ein Grubenlüfter in Betrieb genommen, anschließend wurde der alte Wetterofen inklusive Kamin stillgelegt. Es wurde ein Vertrag geschlossen, aufgrund dessen die Zeche Langenbrahm im Geviertfeld von Vereinigte Hermann und im Längenfeld Geitling Oberstolln im Wechsel mit der Zeche Ludwig abbauen durfte. Im selben Jahr begann die Gewerkschaft Schnabel ins Osten mit den Teufarbeiten für einen Tiefbauschacht. Der Schacht wurde am Bahnhof Rellinghausen angesetzt. Im Jahr 1900 wurden die Grubenfelder Lackenbach & Lackenbänksken und Bredeneyer Crone im Werdenschen erworben. Außerdem wurden in diesem Jahr zwei Wetterschächte abgeworfen. Im Jahr darauf wurde die Ein- und Ausfahrt über den Böllings Erbstolln eingestellt, der Stollen diente fortan nur noch für den Notfall. Es wurden die Längenfelder Wiedergeburt und Glückstern und die Geviertfelder Omar und Johannes I erworben. Im Jahr 1902 ging der Tiefbauschacht von Schnabel ins Osten in Betrieb. Im selben Jahr wurde ein Durchschlag zwischen der dritten Tiefbausohle und der 1. Sohle von Schnabel ins Osten erstellt. Im Jahr 1903 wurde mit den Teufarbeiten für einen weiteren Schacht begonnen. Der Schacht wurde neben Schacht 1 angesetzt. Im selben Jahr wurde der Böllings Erbstolln für die Wetterführung erweitert. Außerdem wurden die Zechen Albert und Albertine käuflich erworben. Die Geviertfelder Albert und Albertine wurden noch im selben Jahr verliehen.
Nachdem die Gewerkschaft dem Rheinisch-Westfälischen Kohlensyndikat beigetreten war, kümmerte sie sich um Lösungen von Problemen bei der Brikettierung. Im Jahr 1904 wurde der Schacht 3 mit der ersten Tiefbausohle durchschlägig. Im selben Jahr wurden die Längenfelder Vereinigte Dreifußbank & Erbenkampsbank erworben. Außerdem erwarb die Gewerkschaft Langenbrahm vom Geviertfeld Johannes Erbstollen etwa die Hälfte der Kuxe. Zusätzlich noch die Hälfte der Kuxe des Längenfeldes Johannes Erbstollen. Die Berechtsame bestand nun aus elf Längenfeldern und zehn Geviertfeldern. Im Jahr 1905 ging der Schacht 3 ab der dritten Tiefbausohle in Förderung. Der tonnlägige Blindschacht im Flöz Mausegatt wurde noch im selben Jahr im Bereich zwischen der zweiten und der dritten Tiefbausohle abgeworfen. Im Jahr 1906 wurde der Schacht 1 zum Reserve Wetterschacht, der Böllings Erbstolln wurde zur Hauptabwetterstrecke. Im Jahr 1907 erfolgte der Abbau in den Feldern Wiedergeburt und Glücksstern. Im Jahr 1908 erfolgte die Ausrichtung der vierten Tiefbausohle von Schnabel ins Osten. In diesem Jahr waren insgesamt acht Schächte in Betrieb. Im Jahr darauf bildete die Gewerkschaft Langenbrahm mit einer Gruppe von Berliner Banken die Diamant-Brikettwerke GmbH Berlin. Zweck dieser neuen Gesellschaft war die Verwertung von Patenten zur Herstellung von Briketts. Im selben Jahr erwarb Langenbrahm die restlichen Kuxe von Schnabel ins Osten. Im Jahr 1910 wurde auch die Zeche Schnabel ins Osten durch Langenbrahm übernommen. Der Schacht Schnabel ins Osten wurde fortan Langenbrahm Schacht 2 genannt. Der seigere Schacht neben Schacht 1 erhielt den Namen Langenbrahm Schacht 3. Im Herbst desselben Jahres wurde auf Langenbrahm die erste Diamant-Brikettfabrik in Betrieb genommen. Außerdem wurde in diesem Jahr auf Langenbrahm eine einheitliche Sohlenbezeichnung eingeführt. Zusätzlich wurde ab der 4. Sohle mit den Teufarbeiten für einen Blindschacht begonnen. Der Schacht Langenbrahm 1 wurde im Jahr 1911 aus der Förderung genommen und diente fortan nur noch als Wetterschacht. Im selben Jahr wurde im Blindschacht bei einer Teufe von 520 Metern (−442 m NN) die 5. Sohle angesetzt. Das Bergwerk hatte zu diesem Zeitpunkt zwei Förderschächte und drei Wetterschächte. Es wurden in diesem Jahr zum ersten Mal zur Förderung Schüttelrutschen eingesetzt. Im Jahr 1912 wurden die restlichen Kuxe vom südlichen Feld des Johannes Erbstollen erworben. Am 24. Juni desselben Jahres wurde das Feld Fritz verliehen. Ab 1913 wurde auf Schacht 2 eine eigene Brikettfabrik betrieben. Auf dem Betriebsteil 1/3 wurde im Schacht 1 die Seilfahrt eingestellt. Im selben Jahr wurde das Geviertfeld Paris erworben.

### Die Zeit der beiden Weltkriege
Im Jahr 1914 wurde die Langenbrahm-Kohlenhandelsgesellschaft gegründet. Im selben Jahr wurde die Abwetterung über den Böllings Erbstolln eingestellt und Schacht 1 als Wetterschacht in Betrieb genommen. Ab dem Jahr 1915 wurden sukzessive bis zum Jahr 1922 die Kuxe der Zeche Vereinigte Gewalt & Gottvertraut aufgekauft. In diesem Jahr wurden zunächst zehn Kuxe erworben. Im Jahr darauf wurde die Brikettfabrik auf Langenbrahm stillgelegt. Im Jahr 1917 wurde das neu gebildeten Geviertfeld Langenbrahm aufgrund eines Vertrages erworben. Das Geviertfeld war zuvor aus Schnabel ins Osten und weiteren Berechtsamen gebildet worden und hatte eine Fläche von 0,8 km2. Im Jahr 1920 wurde aufgrund eines Vertrages die Zeche Vereinigte Hitzberg übernommen und es wurden im Feld Aufschlussarbeiten durchgeführt. Im Jahr darauf wurden weitere 164 Kuxe der Zeche Vereinigte Gewalt & Gottvertraut gekauft. Im selben Jahr wurde das Geviertfeld Emil erworben. Außerdem wurde in diesem Jahr die Brikettfabrik umgebaut, um Briketts unter dem Zusatz von Steinkohlenteerpech herstellen zu können. Im Jahr 1922 wurde im Baufeld 2 begonnen, einen Blindschacht ab der 5. Sohle abzuteufen. Außerdem wurde in diesem Jahr das Längenfeld Oebels erworben. Im Jahr 1923 wurde auf dem Betriebsteil Langenbrahm 2 die Brikettfabrik wieder in Betrieb genommen. Die Berechtsame umfasste zu dieser Zeit eine Fläche von über 19 km2. Im Jahr 1925 wurden die Berechtsame Stephan Benedict und Feldesteile der Zechen Kämpgesbank und Leuchte erworben. Diese Felder befanden sich westlich des Grubenfeldes von Langenbrahm und wurden ab dem Jahr 1927 vom Baufeld 1/3 aus aufgeschlossen. Bereits im Jahr darauf wurde mit dem Abbau im neuen Westfeld begonnen. Im Baufeld Langenbrahm 2 wurde zu dieser Zeit im Flöz Finefrau abgebaut.
Im Jahr 1929 wurde mit dem Aufschluss des Feldes Stephan Benedict begonnen. Im Jahr 1931 wurde im Baufeld 2 mit den Teufarbeiten für ein Gesenk begonnen. Das Gesenk wurde für den Unterwerksbau benötigt. Im Jahr 1932 wurden auf dem Bergwerk 36 Feierschichten eingelegt. Im selben Jahr wurden 480 eigene Kuxe von der Gewerkschaft König Ludwig zurückgekauft. Im Rahmen des wirtschaftlichen Aufschwunges der 1930er Jahre wurde nun begonnen, das Südfeld zu erschließen, das bis in den Bereich des Schellenberger Waldes reichte. Im Jahr 1935 wurde hier begonnen, den Schacht Langenbrahm 4 abzuteufen. Die Anlage wurde mit dem Namen Langenbrahm 2/4 belegt. Im Jahr 1937 wurde im Feld Leuchte am Stollenmundloch ein Kauengebäude errichtet. Noch im selben Jahr ging der Schacht 4 als Wetterschacht in Betrieb. Am 1. Januar des Jahres 1938 wurde die Berechtsame der bereits stillgelegten Zeche Eintracht Tiefbau von der Gewerkschaft Vereinigte Constantin der Große erworben. Allerdings fand in diesem Feldesteil kein Abbau mehr statt. Die Berechtsame umfasste zu diesem Zeitpunkt eine Fläche von 26,7 km2. Am 22. April des Jahres 1940 wurden drei Bergleute durch matte Wetter getötet. Im Jahr 1943 wurde begonnen, eine untertägige Verbindung zwischen dem Grubengebäuden von 1/3 und 2/4 herzustellen. Im Jahr 1945 war im Baufeld 1/3 der Blindschacht von 4. Sohle zur 5. Sohle fertig gestellt. Die Berechtsame umfasste zu diesem Zeitpunkt eine Fläche von 27,1 km2.

### Die Jahre nach dem Zweiten Weltkrieg
Im ersten Jahr nach Ende des Zweiten Weltkrieges wurde das Baufeld 1/3 mit dem Baufeld 2/4 durchschlägig. Es wurde hierzu im Jahr 1946 ein Verbindungsblindschacht von der 3. Sohle Baufeld 1/3 zur 5. Sohle Baufeld 2/4 in Betrieb genommen. Nachdem die Verbindung zwischen den beiden Baufeldern erstellt war, wurde der Betriebsteil 1/3 stillgelegt. Die im Baufeld 1/3 abgebauten Kohlen wurden unter Tage über den Verbindungsblindschacht zum Betriebsteil 2/4 gefördert und dort nach über Tage gefördert. Die Schächte 1 und 3 blieben zunächst weiter für die Bewetterung in Betrieb. Als Hauptfördersohle wurde die 5. Sohle genutzt. Der tonnlägige Schacht 1 war nun nicht mehr erforderlich und konnte abgeworfen und verfüllt werden. Im Jahr 1948 wurde der Schacht 1 verfüllt. Schacht 2 wurde weiterhin für die Bewetterung genutzt. Im Jahr 1949 wurde das Grubenfeld nach Norden hin durch die Anpachtung der Zeche Ludwig der Gutehoffnungshütte in Bergerhausen vergrößert. Die gesamte Berechtsame umfasste mittlerweile eine Fläche von 30,8 km2. Beide Schächte der Zeche wurden fortan als Grubenabteilung der Zeche Langenbrahm geführt und übernahmen die Seilfahrt, die Förderung und die Wetterführung.
Im Jahr 1950 wurde die Förderung auf Ludwig eingestellt. Im selben Jahr wurden im Schacht 2 die Teufarbeiten wieder aufgenommen und der Schacht wurde tiefer geteuft. Im Jahr 1951 wurde bei einer Teufe von 650 Metern (−572 Meter NN) die 6. Sohle angesetzt. Im selben Jahr wurde die Langenbrahm-Kohlenhandelsgesellschaft aufgelöst. Die Berechtsame umfasste zu dieser Zeit eine Fläche von 31,5 km2. Im Jahr darauf wurden die Handelsinteressen der Gewerkschaft Langenbrahm in die Kohlenausfuhrgesellschaft mbH integriert. Im Jahr 1954 wurde die Zeche Ludwig endgültig von Langenbrahm übernommen. Außerdem wurde die Berechtsame Vereinigte Halle erworben. Zusätzlich wurden über 105 Kuxe der Gewerkschaft Lehmkuhle und 361 Kuxe der Gewerkschaft Vereinigte Gewalt und Gottvertraut erworben. Auf der Gewerkenversammlung am 15. Dezember desselben Jahres wurde beschlossen, die Gewerkschaft des Steinkohlenbergwerks Langenbrahm in die Langenbrahm Steinkohlenbergbau Aktiengesellschaft umzuwandeln. Dieser Beschluss wurde rückwirkend zum 1. Oktober desselben Jahres in Kraft gesetzt. Von dieser Umwandlung blieben die Kohlenausfuhrgesellschaft mbH Essen und die Gewerkschaft Vereinigte Gewalt & Gottvertraut unberührt.

### Die letzten Jahre bis zur Stilllegung
Im Jahr 1956 wurde auf der 6. Sohle ein Durchschlag mit der 6. Sohle von Ludwig erstellt. Im Baufeld Ludwig erhielten die Gleise die Spurweite der Langenbrahmgleise (645 mm). Im Jahr 1957 wurde mit dem Aufschluss des Feldes Gewalt & Gottvertraut begonnen, anschließend wurde in dem Feld auch abgebaut. Im Jahr 1960 wurde die 6. Sohle zur Hauptfördersohle. Im selben Jahr wurde ein Feldertausch vorgenommen. Ein von der Zeche Johann Deimelsberg erworbener Feldesteil mit dem Namen Katharina wurde gegen einen Feldesteil von Eintracht Tiefbau getauscht. Nach dem Tausch wurde mit dem Aufschluss des Feldesteiles begonnen, später wurde in dem Feldesteil auch abgebaut. Im Jahr 1962 wurde auf der 6. Sohle mit den Teufarbeiten für einen Blindschacht begonnen. Die Berechtsame umfasste zu diesem Zeitpunkt eine Fläche von 30,5 km2. Im Jahr darauf wurde im Blindschacht bei einer Teufe von 770 Metern (−692 Meter NN) die 7. Sohle angesetzt. Noch im selben Jahr wurde bei einer Teufe von 888 Metern (−810 Meter NN) die 8. Sohle angesetzt. Im Jahr 1964 wurde auf der 7. Sohle mit dem Abbau begonnen. Am 31. März des Jahres 1966 wurde die Zeche Langenbrahm nach fast 200 Jahren stillgelegt. Die Schächte auf Langenbrahm und Ludwig wurden, mit Ausnahme von Schacht Ludwig 2 verfüllt, die Tagesanlagen wurden abgebrochen.

## Förderung und Belegschaft
Auf dem Bergwerk wurde stückreiche Magerkohle mit guter Qualität gefördert. Die Kohlen wurden auch zur Ziegelherstellung verwendet. Die ersten Förderzahlen stammen aus dem Jahr 1800, in diesem Jahr wurden 1500 Tonnen Steinkohle gefördert. Die ersten Belegschaftszahlen stammen aus dem Jahr 1802, in diesem Jahr waren drei Bergleute auf dem Bergwerk beschäftigt. Im Jahr 1806 wurden 2535 Tonnen Steinkohle gefördert, die Belegschaftsstärke lag bei 21 Mitarbeitern. Im Jahr 1810 stieg die Förderung auf 4645 Tonnen Steinkohle, diese Förderung wurde mit 27 Beschäftigten erbracht. Im Jahr 1815 sank die Förderung auf 2929 Tonnen, die Belegschaftsstärke lag bei 23 Beschäftigten. Im Jahr 1820 wurden mit 42 Beschäftigten rund 5600 Tonnen Steinkohle gefördert. Im Jahr 1830 wurde eine Förderung von 21.568 Tonnen Steinkohle erbracht, die Belegschaftsstärke betrug 81 Mitarbeiter. Im Jahr 1840 wurden mit 88 Beschäftigten 76.916 preußische Tonnen Steinkohle gefördert. Im Jahr 1850 wurden mit 105 Beschäftigten 19.611 Tonnen Steinkohle gefördert. Im Jahr 1866 wurden mit 153 Beschäftigten 126.333 preußische Tonnen Steinkohle gefördert. Im Jahr 1875 lag die Belegschaftsstärke bei 298 Beschäftigten, die Förderung betrug 85.298 Tonnen Steinkohle. Im Jahr 1885 stieg die Förderung auf rund 151.000 Tonnen Steinkohle, diese Förderung wurde mit 568 Beschäftigten erbracht.
Im Jahr 1890 lag die Belegschaftsstärke bei 848 Beschäftigten, die Förderung betrug 237.196 Tonnen Steinkohle. Im Jahr 1900 wurden mit 1031 Beschäftigten 279.248 Tonnen Steinkohle gefördert. Im Jahr 1910 stieg die Förderung zum ersten Mal über die 500.000 Tonnen Marke. In diesem Jahr wurde eine Förderung von rund 637.000 Tonnen Steinkohle erbracht, die Belegschaftsstärke lag in diesem Jahr bei 2200 Beschäftigten. Im Jahr 1915 sank die Förderung auf 490.169 Tonnen, die Belegschaftsstärke lag bei 1642 Beschäftigten. Im Jahr 1920 wurde eine Förderung von 603.861 Tonnen Steinkohle erbracht, die Belegschaftsstärke betrug 2779 Mitarbeiter. Im Jahr 1925 stieg die Förderung auf 654.533 Tonnen Steinkohle, diese Förderung wurde mit 2844 Beschäftigten erbracht. Im Jahr 1930 wurden mit 2720 Beschäftigten rund 759.000 Tonnen Steinkohle gefördert. Im Jahr 1935 stieg die Förderung auf 726.426 Tonnen Steinkohle, diese Förderung wurde mit 2694 Beschäftigten erbracht. Die maximale Förderung des Bergwerks wurde im Jahr 1939 erbracht. Mit 2722 Beschäftigten wurden 836.651 Tonnen Steinkohle gefördert. Im Jahr 1950 wurden mit 2260 Beschäftigten 417.786 Tonnen Steinkohle gefördert. Im Jahr 1960 wurden 342.447 Tonnen Steinkohle gefördert, die Belegschaftsstärke betrug 1899 Beschäftigte. Im Jahr 1965 wurde eine Förderung von über 400.000 Tonnen Steinkohle erbracht. Die Belegschaftsstärke lag bei 1371 Beschäftigten. Dies sind die letzten Förder- und Belegschaftszahlen.

## Heutiger Zustand
Das Gelände Langenbrahm 1/3 südlich des Alfried Krupp Krankenhauses ist heute von der A 52 zerschnitten. Das verbleibende Gelände wurde zum Teil renaturiert, zum Teil befindet sich dort heute das Gewerbegebiet Langenbrahm sowie ein neues Wohngebiet.
Das Gelände Langenbrahm 2 an der St. Annenhöhe nördlich der Frankenstraße wurde durch das Gewerbegebiet Schnabelstraße überbaut. Das Gelände von Schacht 4 wurde renaturiert.